# Finale di Heineken Cup 2008-2009
La finale di Heineken Cup 2008-09 fu la gara di assegnazione del titolo di campione della 14ª edizione della massima competizione europea per club di rugby a 15.
Si tenne il 23 maggio 2009 allo stadio di Murrayfield di Edimburgo tra Leinster e Leicester e vide la franchise irlandese vincere 19-16 e aggiudicarsi quindi il suo primo titolo di campione d'Europa.

## Il percorso dei club finalisti

### Leicester
Leicester fu sorteggiato in un girone che comprendeva Ospreys, Perpignano e Benetton, e accedette ai play-off da quarta del seeding grazie a tre vittorie nelle prime tre partite (12-6 ai gallesi, 60-16 ai trevigiani e 38-27 ai francesi) e, complessivamente, quattro nelle prime cinque (Perpignano ebbe la rivincita 26-20 nella gara di ritorno e, contro Benetton battuto 52-0, Leicester trovò la qualificazione matematica).
L'ultimo incontro del girone, una sconfitta 9-15 a Swansea contro l'Ospreys, non intaccò la prima posizione in classifica e fu utile ai gallesi per passare il turno come migliore delle seconde.
I quarti di finale furono un derby inglese contro Bath, del quale tuttavia Leicester ebbe ragione grazie alla precisione di Sam Vesty al piede, autore di 15 dei 20 punti con cui la qualificazione fu archiviata.
Non bastarono altresì i tempi supplementari nella semifinale contro Cardiff Blues, perché la partita, terminata 26 punti pari, ebbe una coda con i tiri di spareggio tra i pali, nei quali Leicester prevalse per 7 realizzazioni contro 6.

### Leinster
Leinster fu l'unica qualificata di un girone che comprendeva, oltre ad essa, anche London Wasps, Edimburgo e Castres.
Anche Leinster, come l'altra finalista Leicester, vinse i primi tre incontri del girone, 27-16 a Edimburgo, 41-11 in casa contro gli Wasps e 33-3 al Castres.
A seguire, due sconfitte con bonus difensivo (il ritorno contro Castres perso 15-18 e quello contro gli Wasps, vincitori 19-12) consegnarono di fatto la qualificazione, ufficializzata nella vittoria su Edimburgo per 12-3 nell'ultima giornata.
Nei play-off, quarto di finale vinto senza mete e di strettissima misura 6-5 sull'Harlequins: ai due piazzati di Felipe Contepomi che portarno Leinster avanti 6-0, i londinesi risposero con una meta di Brown che tuttavia Malone non riuscì a trasformare, aprendo così la strada a un derby irlandese in semifinale a Dublino contro Munster, ripetizione di quello di tre anni prima che vide questi ultimi vincere 30-5.
Leinster prese invece la rivincita sui connazionali, battendoli 25-6 davanti a un'affluenza record a Croke Park di 82208 spettatori e impedendo loro la difesa del titolo, del quale erano detentori.

## La finale
Prima del fischio d'inizio della gara, affidata all'esperto gallese Nigel Owens, Leicester proveniva da quattro finali, due delle quali vinte, laddove Leinster era all'esordio assoluto nella gara per il titolo; l'interrogativo della stampa era se gli inglesi sarebbero stati capaci di portare in bacheca il loro terzo trofeo di campione d'Europa oppure se Leinster, interrompendo la propria tradizione di «perdente seriale», sarebbe riuscito a vincere il suo primo.
Il Guardian fece anche umoristicamente notare che Sky Sports, titolare dei diritti televisivi della competizione, avrebbe dovuto escogitare un espediente per differenziare gli abbreviativi di tre lettere delle due squadre nel tabellino segnapunti esposto durante l'incontro (la soluzione adottata fu abbreviare i nomi delle squadre in LEIC - LEIN).
La partita, tra due squadre guardinghe e attente alla difesa, visse dei momenti altalenanti: alla mezz'ora Leinster era in testa grazie a 9 punti al piede di Sexton e O'Driscoll, parzialmente contrastati dai 3 punti dalla piazzola del francese del Leicester Dupuy, ma verso la fine del primo tempo l'inglese Woods trovò la meta che, dopo la trasformazione ancora di Dupuy, permise a Leicester di chiudere in vantaggio 13-9 la prima frazione.
All'inizio della ripresa di nuovo Dupuy allungò il vantaggio inglese a +9, ma una meta di Heaslip trasformata da Sexton portò l'incontro in perfetta parità 16-16 con mezz'ora da giocare.
Dopo venti minuti di sostanziale stagnazione del gioco, in cui le due squadre parvero accontentarsi di portare il punteggio ai supplementari, un fuorigioco di Leicester indusse Owens a fischiare una punizione per Leinster, che scelse di tentare il piazzamento tra i pali confidando nella precisione di Sexton che, in effetti, realizzò i tre punti che diedero agli irlandesi il vantaggio 19-16 rivelatosi poi definitivo, visto che nei rimanenti dieci minuti di gioco, anche a causa di imprecisioni nel gioco alla mano di Leicester, la vittoria finale della compagine dublinese non fu mai messa seriamente a rischio.
Con tale risultato Leinster si aggiudicò il primo dei suoi titoli di campione d'Europa mentre invece per Leicester quella del 2009 è, al 2024, la sua più recente finale.
L'australiano Rocky Elsom, terza ala di Leinster, fu nominato miglior giocatore della finale.

## Tabellino dell'incontro
| Arbitro: | Nigel Owens |

| |              | |
| B. Woods 38’ | mt           | 49’ Heaslip |
| Dupuy 38’ | tr           | 49’ Sexton |
| Dupuy 8’, 33’, 42’ | c.p.         | 24’, 70’ Sexton |
| | drop         | 5’ O’Driscoll 17’ Sexton |
| · 47’ G. Murphy · Hamilton · Erinle · Hipkiss · A. Tuilagi · Vesty · 75’ Dupuy · Ayerza · 55’ Chuter · 57’ Castrogiovanni · Croft · Kay · Newby · 60’ Woods · 29’ Crane | Formazioni   | · Nacewa · Horgan · B. O’Driscoll · D’Arcy · Fitzgerald 71’ · Sexton · Whitaker · Healy 60’ 64’ · Jackman 55’ · Wright · Cullen · O’Kelly · Elsom · Jennings 35’ 42’ · Heaslip |
| · 29’ Deacon · 47’ M. Smith · 55’ Kayser · 57’ White · 60’ Moody · 75’ Ellis                                                                                            | Sostituzioni | · McCormack 35’ 42’ 60’ 64’ · Fogarty 55’ · Kearney 71’ |
| Michael Cheika | Allenatori   | Richard Cockerill |